# Țepeș Vodă, Constanța
Țepeș Vodă este un sat în comuna Siliștea din județul Constanța, Dobrogea, România. În trecut localitatea s-a numit Körçeșme/ Chiorcișme/ Chior-Cișmea. La recensământul din 2002 avea o populație de 786 locuitori.